# Puuksamensaari
Puuksamensaari är en ö i Finland. Den ligger i sjön Päijänne och i kommunen Kuhmois i landskapet Mellersta Finland, i den södra delen av landet, 160 km norr om huvudstaden Helsingfors. Öns area är 4 hektar och dess största längd är 280 meter i sydväst-nordöstlig riktning.